# ارقین
ارقین، روستایی از توابع بخش سجاس‌رود شهرستان خدابنده در استان زنجان ایران است. روستای ارقین در دامنه شمالی کوه قیدار واقع گردیده  و فاصله آن تا مرکز شهرستان حدود 6 کیلومتر می باشد. اصلی ترین منبع درآمدی ساکنین آن کشاورزی و دامداری بوده و عمده محصولات تولیدی روستا شامل؛ گندم، گردو، زردآلو، انگور و محصولات دامی می باشد.
روستای ارقین دارای مدرسه ابتدایی و دبیرستان دوره اول، خانه بهداشت، مسجد و حسینیه و دو نانوایی بربری و لواشی بوده و از امکاناتی همچون جاده آسفالته، برق، شبکه آب شرب و گاز طبیعی برخوردار می باشد. عمده مشکل این روستا عدم آنتن دهی تلفن همراه می باشد.
از مناطق دیدنی این روستای زیبا می توان به غار دولَّت(به زبان محلی)، ساری چشمه(چشمه زرد)، چشمه‌ی دشتی، قنات ها و باغات انگور اشاره کرد.
این روستای تاریخی زادگاه شیخ ملاقربانعلی ارقینی می باشد. او یکی از علمای طراز اول ایران و از مبارزین انقلاب مشروطیت بود. مرقد وی در شهر کاظمین کشور عراق قرار دارد.
روستای ارقین با تقدیم ۱۲ شهید و یک آزاده از پر افتخارترین روستاهای شهرستان خدابنده می باشد.

## جمعیت
این روستا در دهستان آق بلاغ قرار دارد و براساس سرشماری مرکز آمار ایران در سال 1395، جمعیت آن 1110 نفر بوده‌ است.